# Siboglinum parvulum
Siboglinum parvulum är en ringmaskart som beskrevs av Southward 1972. Siboglinum parvulum ingår i släktet Siboglinum och familjen skäggmaskar. Inga underarter finns listade i Catalogue of Life.